# Igor Štefanov
Igor Štefanov (* 20. května 1964, Nededza, Československo) je slovenský politik za Slovenskou národní stranu, v letech 2009–2010 působil ve funkci ministra výstavby a regionálního rozvoje, v roce 2018 odsouzený v kauze "nástěnkového tendru".

## Život
V letech 1979–1983 studoval na Střední průmyslové škola strojní v Kysuckém Novém Mestě. V roce 1987 nastoupil na Vysokou školu dopravy a spojů v Žilině, studia dokončil v roce 1991. V letech 1993–2004 absolvoval specializované kurzy na Slovensku a v zahraničí.
V 80. letech byl zaměstnán jako konstruktér, v období let 1993–2004 působil ve funkci celního specialisty v Celni správě SR.
Dne 15. dubna 2009 nastoupil do funkce ministra výstavby a regionálního rozvoje v první vládě Roberta Fica. Nahradil tak ve funkci svého předchůdce Mariana Januška, který byl odvolán z důvodu tzv. "nástěnkového tendru". Za tímto neprůhledným tendrem stála Slovenská národní strana, která ho podle místních médií velmi dobře zorganizovala ve svůj prospěch s pomocí spřátelených obchodníků. Zdali ale může ministerstvo přidělenou zakázku zrušit, v tom s názory právníků rozcházely. Nakonec rovněž z důvodu tohoto tendru 11. března 2010 odstoupil a řízením ministerstva byl pověřen dosavadní ministr školství Ján Mikolaj. V roce 2018 byl Štefanov odsouzen na 9 let odnětí svobody a Marian Janušek na 11 let.